# Реєстр аудиторів та суб'єктів аудиторської діяльності
Реєстр аудиторів та суб'єктів аудиторської діяльності — автоматизована система збирання, накопичення, захисту, обліку та надання інформації про аудиторів та суб'єктів аудиторської діяльності, які мають право на провадження аудиторської діяльності в Україні (далі — Реєстр).
Відомості до Реєстру вносяться Аудиторською палатою України.
Суб'єкти аудиторської діяльності можуть надавати аудиторські послуги лише після включення до Реєстру.
Реєстр є публічним, оприлюднюється і підтримується в актуальному стані у мережі Інтернет на вебсторінці Аудиторської палати України. Відомості, що містяться в Реєстрі, є відкритими і загальнодоступними з можливістю цілодобового вільного доступу та копіювання.
Реєстр складається з таких розділів:
1) аудитори;
2) суб'єкти аудиторської діяльності;
3) суб'єкти аудиторської діяльності, які мають право проводити обов'язковий аудит фінансової звітності;
4) суб'єкти аудиторської діяльності, які мають право проводити обов'язковий аудит фінансової звітності підприємств, що становлять суспільний інтерес.
У Реєстрі обов'язково міститься інформація про Орган суспільного нагляду за аудиторською діяльністю (ОСНАД) та про орган, якому делеговано певні повноваження.
Порядок ведення Реєструвизначає центральний орган виконавчої влади, що забезпечує формування та реалізує державну політику у сфері бухгалтерського обліку та аудиту (Міністерство фінансів України).
Відповідно до Закону, у разі встановлення факту суттєвого порушення вимог цього Закону щодо повноти, достовірності та своєчасності подання відомостей про аудитора або суб'єкта аудиторської діяльності для оприлюднення у Реєстрі за поданням Інспекції із забезпечення якості ОСНАД або Аудиторської палати України ОСНАД приймає рішення про виключення аудитора або суб'єкта аудиторської діяльності з Реєстру. Зазначене рішення може бути оскаржене до суду.
Суттєвим порушенням вважається умисне неподання, несвоєчасне подання або подання недостовірної інформації, яка підлягає оприлюдненню у Реєстрі відповідно до вимог Закону, що призвело до введення в оману замовника аудиторських послуг та/або інших осіб щодо відповідності аудитора або суб'єкта аудиторської діяльності вимогам для проведення обов'язкового аудиту або обов'язкового аудиту підприємств, що становлять суспільний інтерес.
Рішення Ради Аудиторської палати України про виключення аудитора або суб'єкта аудиторської діяльності з Реєстру може бути оскаржене до ОСНАД або суду, Рішення ОСНАД про виключення з Реєстру може бути оскаржене до суду
Відповідно до Порядку, підставами для виключення з Реєстру є, зокрема: рішення Ради нагляду за аудиторською діяльністю ОСНАД або Ради Аудиторської палати України щодо виключення аудитора або суб'єкта аудиторської діяльності з Реєстру, прийняте у разі притягнення аудитора або суб'єкта аудиторської діяльності до професійної відповідальності за вчинення професійного проступку і застосування до нього стягнення у вигляді виключення з Реєстру за результатами розгляду дисциплінарної справи;
рішення ОСНАД про виключення аудитора або суб'єкта аудиторської діяльності з Реєстру, прийняте у разі:
- невідповідності правового статусу юридичної особи вимогам статті 5 Закону України «Про аудит фінансової звітності та аудиторську діяльність» (далі — Закон);
- наявності непогашеної чи незнятої в установленому порядку судимості або у разі накладання протягом останнього року адміністративного стягнення за вчинення корупційних правопорушень;
- втрати аудиторською фірмою доброї репутації. Аудиторська фірма не може вважатися такою, що має добру репутацію, якщо протягом двох років поспіль до аудиторської фірми застосовувалося більше трьох разів стягнення у вигляді попередження або зупинення права на надання послуг з обов'язкового аудиту фінансової звітності або обов'язкового аудиту фінансової звітності підприємств, що становлять суспільний інтерес;
- встановлення факту суттєвого порушення вимог Закону щодо повноти, достовірності та своєчасності подання відомостей про аудитора або суб'єкта аудиторської діяльності для оприлюднення у Реєстрі. Суттєвим порушенням вважається умисне неподання, несвоєчасне подання або подання недостовірної інформації, яка підлягає оприлюдненню у Реєстрі відповідно до вимог Закону, що призвело до введення в оману замовника аудиторських послуг та/або інших осіб щодо відповідності аудитора чи суб'єкта аудиторської діяльності вимогам для проведення обов'язкового аудиту або обов'язкового аудиту підприємств, що становлять суспільний інтерес;
- притягнення аудитора або суб'єкта аудиторської діяльності до професійної відповідальності за вчинення професійного проступку і застосування до нього стягнення у вигляді виключення з Реєстру за результатами розгляду дисциплінарної справи.

Після виключення аудитора або суб'єкта аудиторської діяльності з Реєстру його справа зберігається не менше ніж 10 років.